# ILife
O iLife é uma suíte de aplicativos multimídia criado pela Apple Inc., designado para uso nos computadores Mac OS X. Esses programas são usados para criar, organizar, ver e publicar conteúdo digital, sendo fotos, filmes, músicas e páginas da web. Sua versão atual é a 13, sendo nomeada iLife '13, lançada em Outubro de 2013, consistindo de cinco aplicações: o iPhoto, iMovie, iDVD, o GarageBand e o iWeb. A suíte de aplicativos está incluída em todos os novos computadores Macintosh, e também está disponível para compra separada. Atualmente, é obtido através da Mac App Store, disponível os aplicativos iPhoto, iMovie e GarageBand, grátis cada um. Os programas iDVD e iWeb não são disponibilizados na App Store.

## Programas integrantes
- iPhoto
- iDVD
- iMovie
- GarageBand
- iTunes
- iWeb

## Lançamentos e histórico
| Versão    | Introdução                                          | Custo | Mac OS X  | iPhoto | iTunes | iMovie | iDVD | GBand | iWeb  |
| --------- | --------------------------------------------------- | ----- | --------- | ------ | ------ | ------ | ---- | ----- | ----- |
| iLife     | Macworld Conference & Expo em 3 de janeiro de 2003  | $49   | 10.1      | 2      | 4      | 3      | 3    | -     | -     |
| iLife '04 | Macworld Conference & Expo em 6 de janeiro de 2004  | $49   | 10.2      | 4      | 4.2    | 4      | 4    | 1     | -     |
| iLife '05 | Macworld Conference & Expo em 11 de janeiro de 2005 | $79   | 10.3      | 5      | 4.7.1  | HD 5   | 5    | 2     | -     |
| iLife '06 | Macworld Conference & Expo em 10 de janeiro de 2006 | $79   | 10.3/10.4 | 6      | 6.0.2  | HD 6   | 6    | 3     | 1     |
| iLife '08 | evento especial de verão em 7 de agosto de 2007     | $79   | 10.4/10.5 | 7      | 7.6    | 7      | 7    | 4     | 2     |
| iLife '11 | evento Back to Mac em 20 de outubro de 2010         | $49   | 10.6      | 9.1    | 10.0.1 | 9.0    | 7.1  | 6.0   | 3.0.2 |